# Lonsdaleit
Lonsdaleit je minerál krystalizující v hexagonální soustavě, chemicky je to jedna z alotropických modifikací uhlíku (C).

## Vzhled
Lonsdaleit je obvykle hnědé barvy s odstíny do žluté nebo tmavohnědé. Vytváří drobné krystaly (často pozorovatelné pouze v mikroskopu) tvaru krychle. Většinou bývá smíchán s diamantem.

## Výskyt
Výskyt byl zaznamenán v místě dopadu meteoritů např. Ďáblův kaňon v Arizoně. Kromě meteoritického původu se vyskytuje i v kimberlitických horninách a byl připraven i uměle při výzkumu možné syntézy umělých diamantů.
Průmyslově využívaným nalezištěm lonsdaleitu by mohl být například impaktní kráter Popigaj na Sibiři v Rusku (průměr ~ 100 km, věk 35,7 ± 0,2 (2σ) milionem let, 7. největší impaktní kráter na Zemi), kde dopadl chondritový asteroid pravděpodobně na ložisko grafitu. Existují zde dvě využívaná naleziště impaktních diamantů vhodných k průmyslovému využití – Skalnoje (Скальное) a Udarnoje (Ударное), třetí naleziště (odhalené v roce 2012) je utajováno a geologický průzkum byl dočasně zmrazen. V prostoru kráteru Popigaj jsou těženy hlavně průmyslové diamanty, ale obsah lonsdaleitu je vysoký a zásoby průmyslových diamantů na známých nalezištích odhadují Rusové na „triliony karátů“ (stovky tisíc tun).